# La Paz (metro de Caracas)
La Paz es una de las estaciones de la Línea 2 del Metro de Caracas.

Fue estación terminal de la línea 2 hasta el 6 de noviembre de 1988, cuando se inaugura el tramo final hasta la estación El Silencio. 
La salida de esta estación se encuentra en la Avenida La Paz, en la Urbanización La Paz.